# Бессмертный, Аркадий Львович
Аркадий Львович Бессмертный (2 мая 1893 года — 12 января 1955 года) — советский скрипач, дирижёр, педагог. Заслуженный артист Белорусской ССР (1939). Профессор (1946).
Один из организаторов и руководителей первого в Белоруссии симфонического оркестра и Народной консерватории в Витебске. Основатель и первый директор Белорусского музыкального техникума. Первый главный дирижёр Симфонического оркестра Белорусского радиоцентра и созданного на его основе Государственного симфонического оркестра Белорусской ССР. Основоположник кафедры струнно-смычковых инструментов Белорусской государственной консерватории.

## Биография

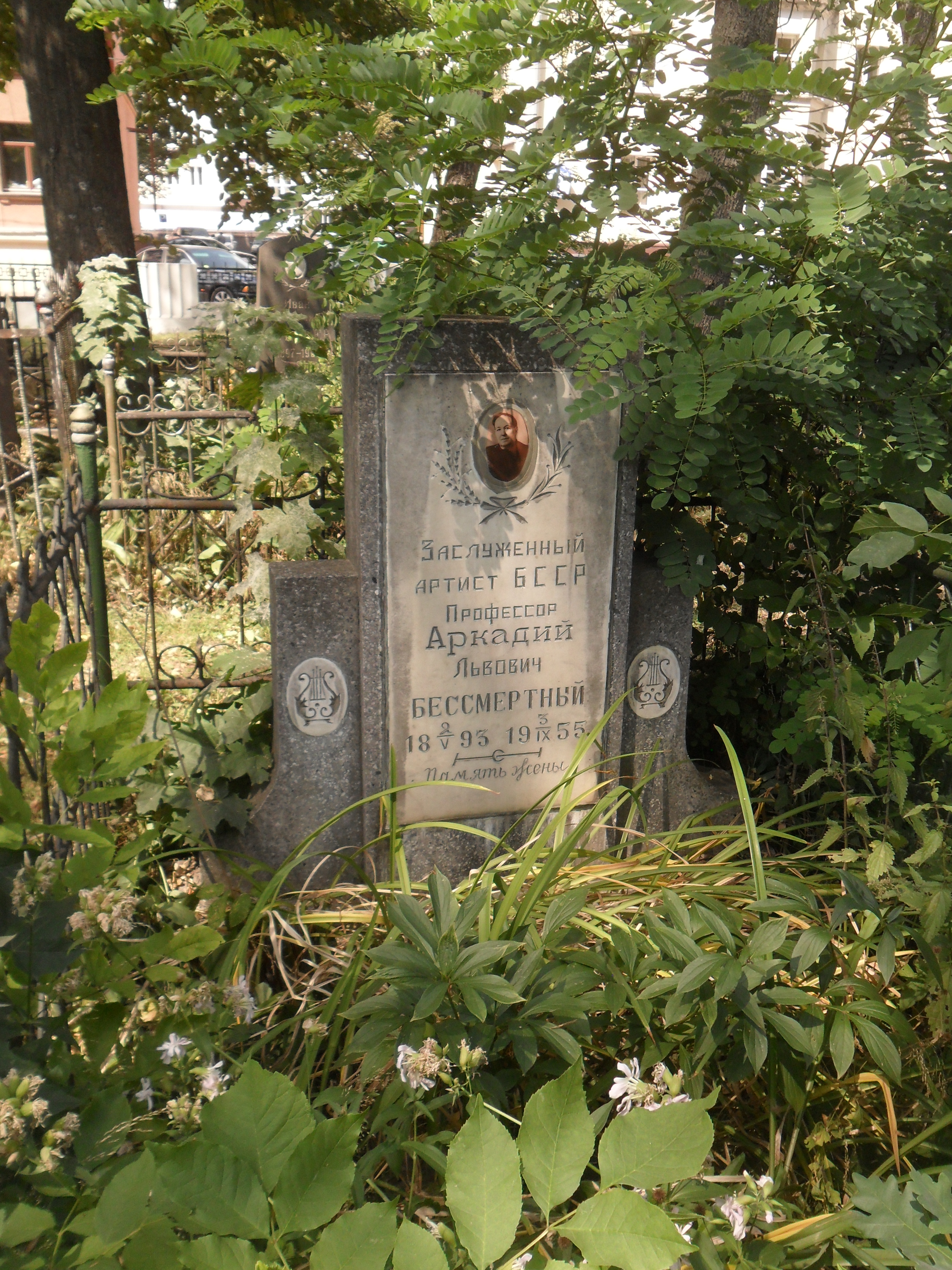
Могила Бессмертного на Военном кладбище Минска.

Родился в местечке Сураж Витебской губернии.
В 1917 году окончил Петроградскую консерваторию по классу скрипки.
В период с 1917 по 1924 год — один из организаторов и руководителей первого в Белоруссии Витебского симфонического оркестра и Народной консерватории в Витебске.
В 1924 году переезжает в Минск. С 1924 по 1932 год — основатель, первый директор и преподаватель Белорусского музыкального техникума.
С 1926 года скрипач-солист и главный дирижёр Симфонического оркестра Белорусского радиоцентра, с 1927 по 1932 год — Государственного симфонического оркестра БССР.
В 1932—1955 годах — основатель и первый заведующий кафедрой скрипки Белорусской государственной консерватории, с 1946 — её профессор. Создатель и участник (первая скрипка) Государственного струнного квартета БССР (1934—1941) (недоступная ссылка).
В период Великой Отечественной войны возглавлял фронтовые концертные бригады.

## Награды
- орден «Знак Почёта» (20.06.1940) — за выдающиеся заслуги в деле развития белорусского театрального и музыкального искусства